# Scott Alexander
Scott Alexander (Los Angeles, 16 giugno 1963) è uno sceneggiatore, regista e produttore cinematografico statunitense, che lavora in coppia con Larry Karaszewski.

## Filmografia

### Sceneggiatore

#### Cinema
- Piccola peste (Problem Child), regia di Dennis Dugan (1990)
- Piccola peste torna a far danni (Problem Child 2), regia di Brian Levant (1991)
- Ed Wood, regia di Tim Burton (1994)
- Larry Flynt - Oltre lo scandalo (The People vs. Harry Flynt), regia di Miloš Forman (1996)
- Operazione Gatto (That Darn Cat), regia di Bob Spiers (1997)
- Man on the Moon, regia di Miloš Forman (1999)
- Screwed, regia di Scott Alexander e Larry Karaszewski (2000)
- Agente Cody Banks (Agent Cody Banks), regia di Harald Zwart (2003)
- 1408, regia di Mikael Håfström (2007)
- Big Eyes, regia di Tim Burton (2014)
- Piccoli brividi (Goosebumps), regia di Rob Letterman (2015)
- Dolemite Is My Name, regia di Craig Brewer (2019)

#### Televisione
- Monsters - serie TV, episodio 3x2 (1990)
- Racconti di mezzanotte (Tales from the Crypt) - serie TV, episodio 3x3 (La trappola), regia di Michael J. Fox (1991)
- Junior combinaguai (Problem Child) - serie TV animata, 26 episodi, regia di Antoni D'Ocon (1ª stagione) e Lee Williams (2ª stagione) (1993-1994)
- Piccola peste s'innamora (Problem Child 3: Junior in Love), regia di Greg Beeman - film TV (1995)
- American Crime Story – serie TV (2016- in corso)

### Regista

#### Cinema
- Screwed, coregia di Larry Karaszewski (2000)

#### Televisione
- Monsters - serie TV, episodi 2x8-3x2 (1989-1990)

### Produttore

#### Cinema
- Auto Focus, regia di Paul Schrader (2002)
- Big Eyes, regia di Tim Burton (2014)

#### Televisione
- Junior combinaguai (Problem Child) - serie TV animata, 26 episodi, regia di Antoni D'Ocon (1ª stagione) e Lee Williams (2ª stagione) (1993-1994)
- Piccola peste s'innamora (Problem Child 3: Junior in Love), regia di Greg Beeman - film TV (1995)

### Attore
- Dreams on Spec, regia di Daniel Snyder - documentario (2007) - Se stesso

### Altro
- The Power, regia di Stephen Carpenter, Jeffrey Obrow (1984) - primo assistente al montaggio
- Torment, regia di Samson Aslanian, John Hopkins (1986) - apprendista al montaggio
- S1m0ne, regia di Andrew Niccol (2002) - ringraziamenti speciali

## Riconoscimenti
- Academy of Science Fiction, Fantasy & Horror Films
  - 1995 – Candidatura al miglior sceneggiatura condiviso con Larry Karaszewski per Ed Wood
- Chicago Film Critics Association Awards
  - 1997 – Candidatura al miglior sceneggiatura condivisa con Larry Karaszewski per Larry Flynt - Oltre lo scandalo
- Golden Globe
  - 1997 – Miglior sceneggiatura condiviso con Larry Karaszewski per Larry Flynt - Oltre lo scandalo
- Online Film & Television Association
  - 1997 – Candidatura al migliore sceneggiatura originale condivisa con Larry Karaszewski per Larry Flynt - Oltre lo scandalo
- Satellite Award
  - 1997 – Miglior sceneggiatura originale condiviso con Larry Karaszewski per Larry Flynt - Oltre lo scandalo (ex aequo con John Sayles per Stella solitaria)
- Writers Guild of America
  - 1995 – Nomination Writers Guild of America Award per la miglior sceneggiatura originale condivisa con Larry Karaszewski per Ed Wood
  - 1997 – Premio onorario Paul Selvin condiviso con Larry Karaszewski per Larry Flynt - Oltre lo scandalo